# Trolldruvelobmätare
Trolldruvelobmätare (Acasis appensata) är en fjärilsart som beskrevs av Eduard Friedrich Eversmann 1842. Trolldruvelobmätare ingår i släktet Acasis och familjen mätare. Enligt den finländska rödlistan är arten sårbar i Finland. Enligt den svenska rödlistan är arten sårbar i Sverige. Arten förekommer i Svealand, Nedre Norrland och Övre Norrland. Artens livsmiljö är strandängar vid sötvatten. Inga underarter finns listade i Catalogue of Life.